# Peștera Comarnic
Peștera Comarnic este una dintre cele mai mari peșteri din Banat și din România. Se situează în Munții Aninei, pe raza localității Iabalcea (comuna Carașova, Caraș-Severin). Galeriile și sălile cunoscute până în prezent totalizează o lungime de 6.203 m. Peștera are un caracter masiv, se compune din săli monumentale și formațiuni stalagmitice de mari dimensiuni.

## Formațiuni
Peștera dispune de o serie de formațiuni denumite sugestiv:
- Orga Mică
- Orga Mare
- Muzeul
- Zidurile Chinezești
- Opera sau Sala de Cristal
- Sala Virgină
- Galeria Cotită
- Fântâna lui Pluto
- formațiuni de mai mici dimensiuni: Nuca de Cocos, Crocodilul, Lămâia, Ciupercile, Gemenii, Cămila